# Rosina Kuhn
Rosina Kuhn (Zürich, 5 oktober 1940) is een Zwitserse kunstschilderes.

## Biografie
Rosina Kuhn is een dochter van textielkunstenaar Lissy Funk en kunstschilder Adolf Funk. Na haar schooltijd ging ze naar de Kunstgewerbeschule Zürich, thans de Zürcher Hochschule der Künste, waar ze in 1963 een tekenlerarendiploma behaalde. In 1962 trouwde ze met Christoph Kuhn en in 1970 werd haar zoon geboren. Ze woonde van 1960 tot 1961 in Londen en maakte in de daaropvolgende jaren talloze reizen naar Griekenland en Mexico. Van 1975 tot 1980 werkte ze in New York. Vanaf 1998 werkte ze jaarlijks in Los Angeles.
- Bibliothèque nationale de France: cb16666898g (data)
- Gemeinsame Normdatei: 119286637
- International Standard Name Identifier: 0000 0000 4821 2679
- Library of Congress Control Number: nr98028378
- MusicBrainz: f0c00b42-489f-4850-b315-b504e0d2edec
- Nederlandse Thesaurus van Auteursnamen: 391873563
- SIKART: 4001037
- Système universitaire de documentation: 176346759
- Virtual International Authority File: 15576770
- WorldCat: E39PBJvmPtcv3HrDVDd4crxFKd